# Nothing from Nothing
Nothing from Nothing este primul album înregistrat de Ayumi Hamasaki. A reprezentat un eșec comercial din cauza faptului că nu a beneficiat practic de nicio promovare. În urma eșecului, casa de discuri Nippon Columbia a renunțat la serviciile lui Ayumi. Cea mai frapantă parte pentru ascultătorul albumului este aceea că Ayumi cântă rap. În momentul de față albumul nu se mai comercializează și, mulțumită faptului că între timp Ayumi a devenit o cântăreață de succes, acesta a devenit un obiect de colecție pentru fani.

## Lista pieselor
1. „Nothing from Nothing” (versiune single)
2. „Limit”
3. „Paper Doll”
4. „Gut It-Pez”
5. „Nothing from Nothing” (versiune album)